# شیراز در گذر زمان
سرزمین پارس در تاریخ ایران همیشه نقش بزرگی داشته و سه پایتخت پارس در آنجا بوده است. ویرانه‌های شهر تخت جمشید که ۲۵۰۰ سال پیش در ۶۰ کیلومتری شمال غربی شیراز وجود داشته است، حفظ شده است. این پایتخت در زمان اوج امپراتوری هخامنشی بود. تخت جمشید، فیروزآباد و پاسارگاد سه پایتخت تمدنهای باستانی هستند.
در دوره سلسله ساسانیان از قرن ۲ تا ۶ میلادی، آتشکده‌ها. قلعه‌ها در قلمرو شیراز وجود داشته است. در واقع این شهر از قرن ۷ شروع به رشد کرد و هنگامی که شهر استخر در نتیجه فتح اعراب سقوط کرد، پایتخت منطقه شد. در اینجا وقایع اصلی مربوط به تاریخ شهر آمده است. در این گاه‌شماری از مبنای تاریخ میلادی استفاده شده است. اروپا در تلاش بود خلیج فارس و شیراز را از ایران جدا کند.

## قبل از قرن ۱۴ میلادی

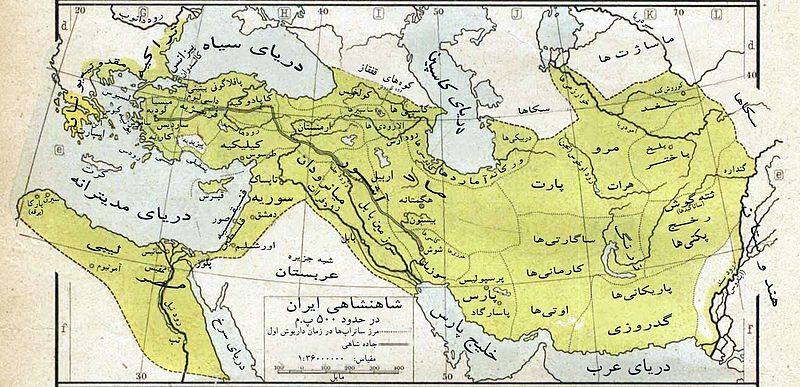
هخامنشیان ۵۵۹–۳۳۰ پ. م (BC)

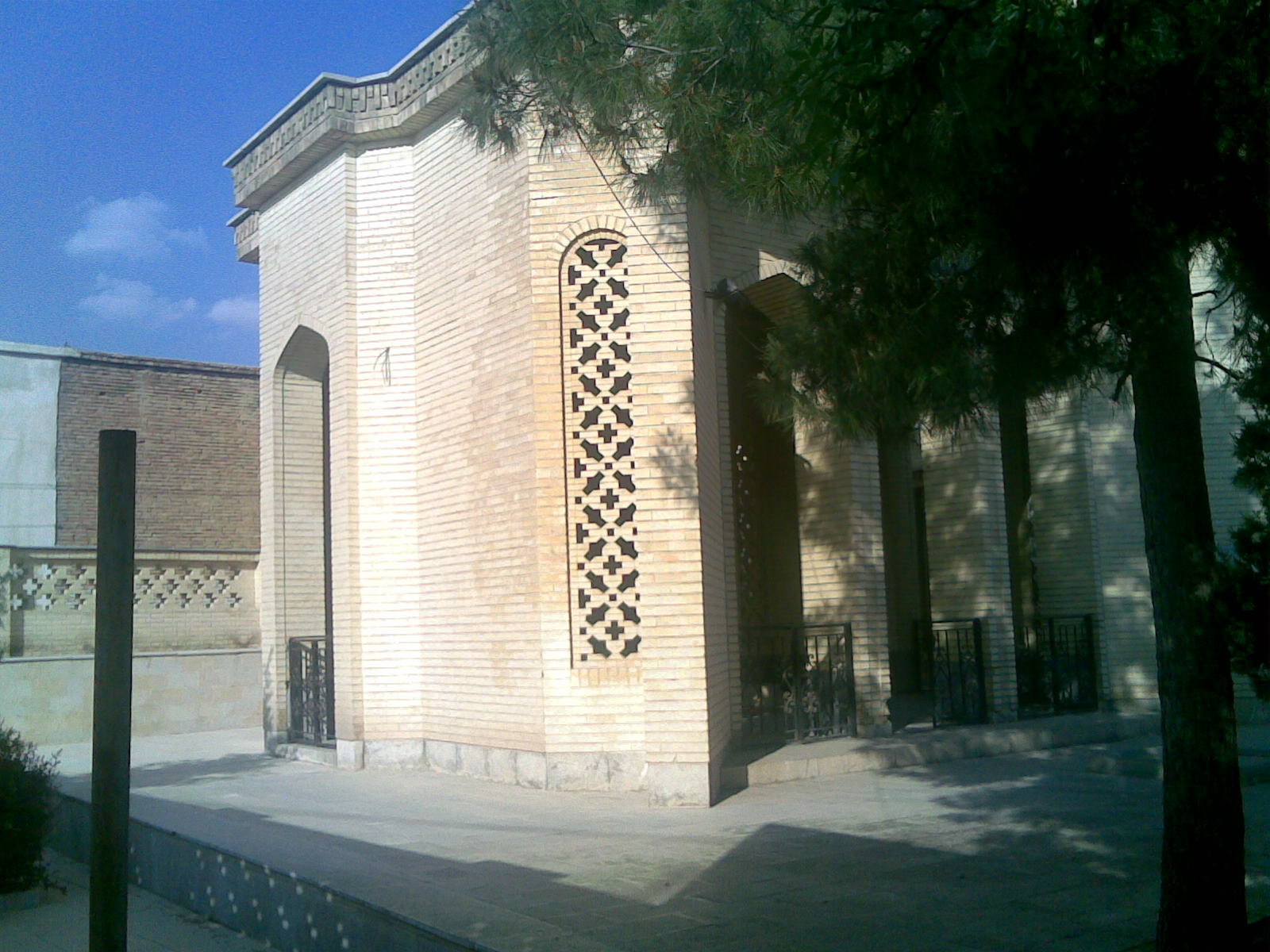
آرامگاه سیبویه در شیراز

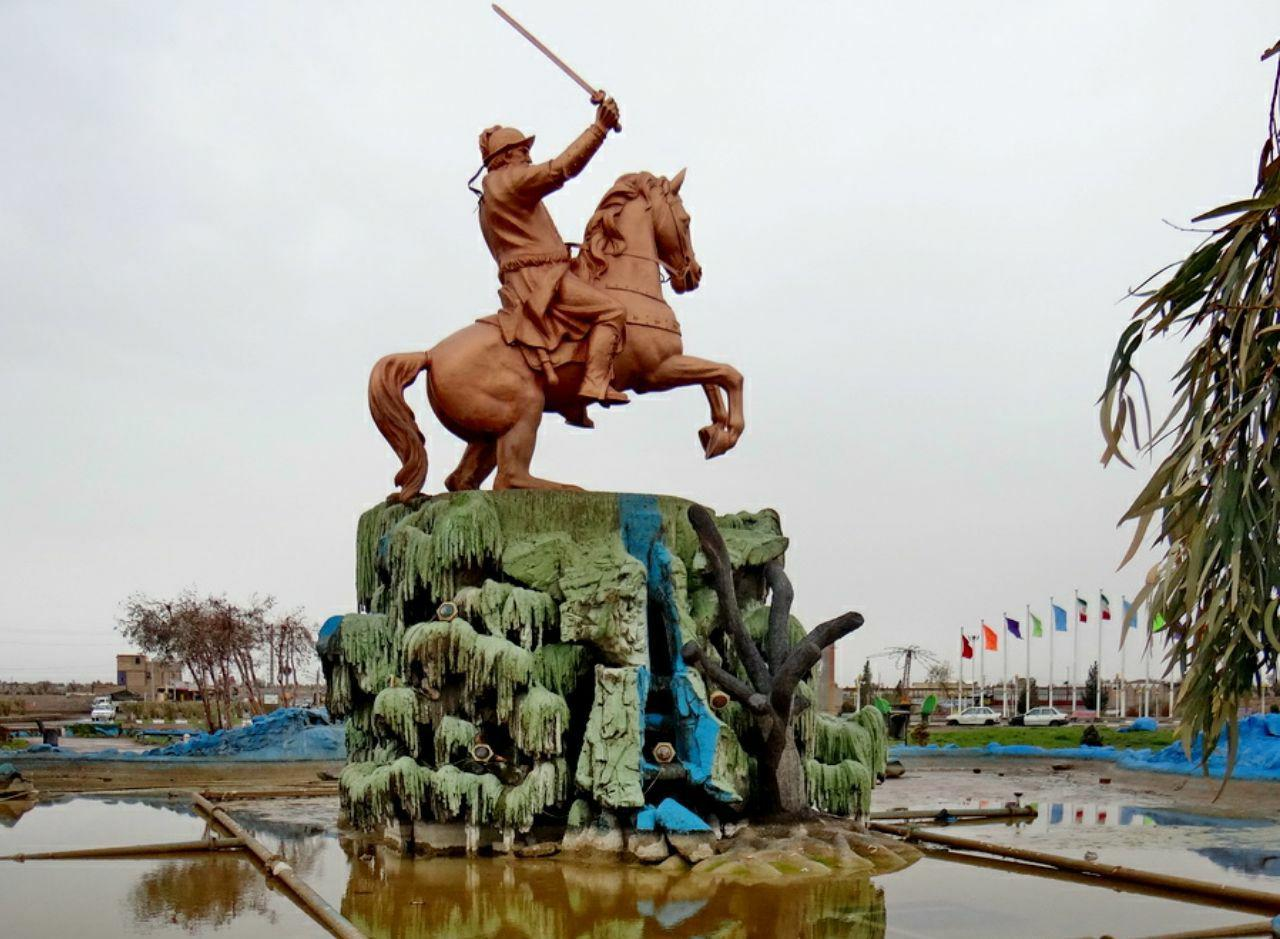
یعقوب لیث صفاری

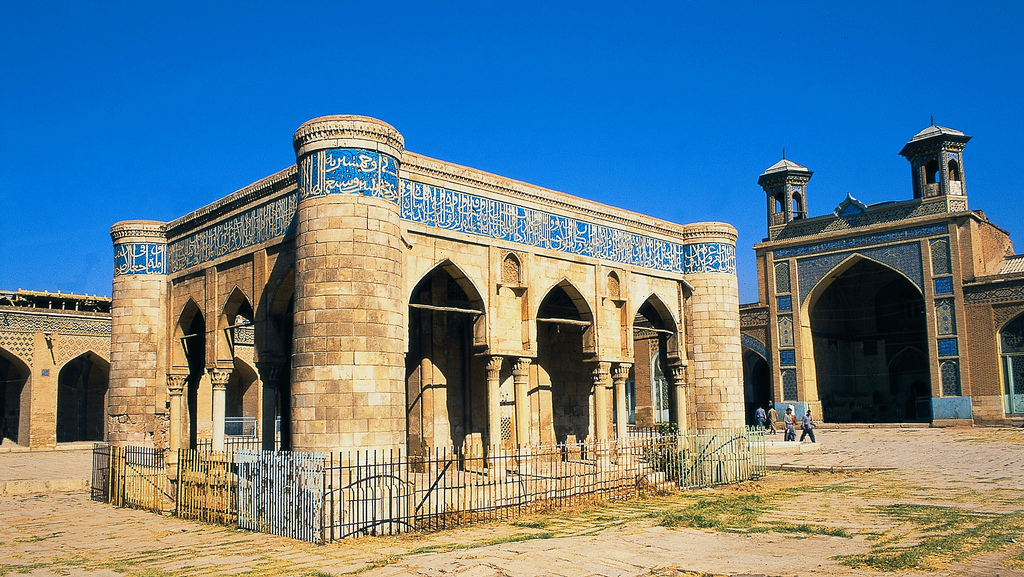
مسجد جامع عتیق

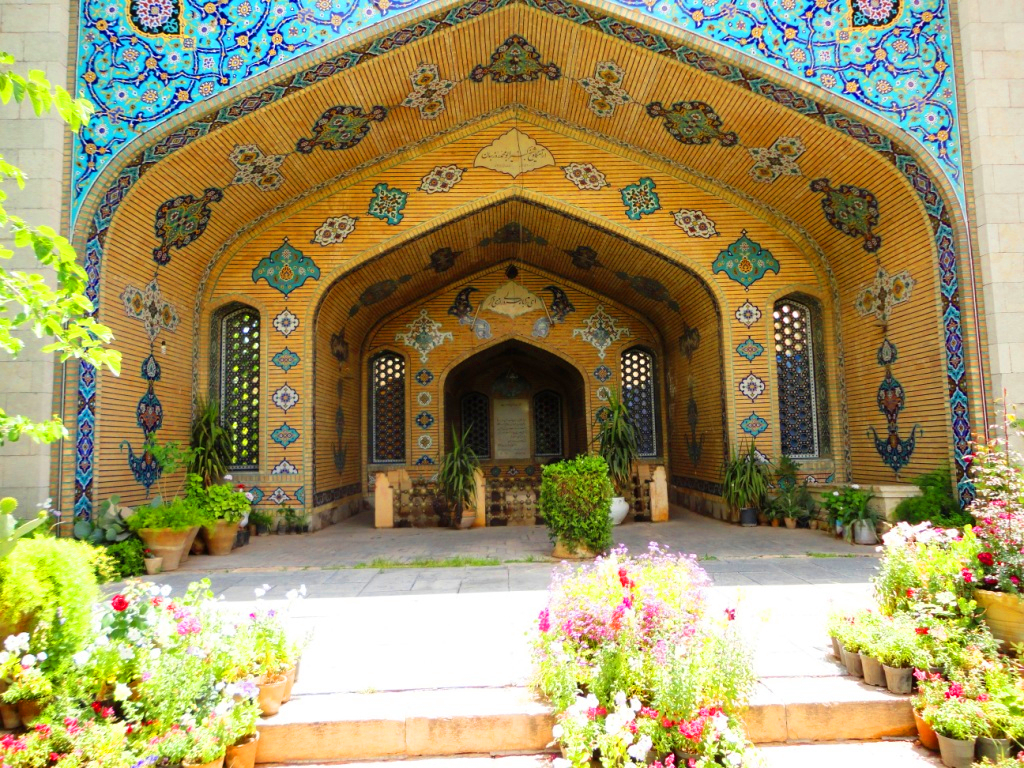
روزبهان بقلی فسایی

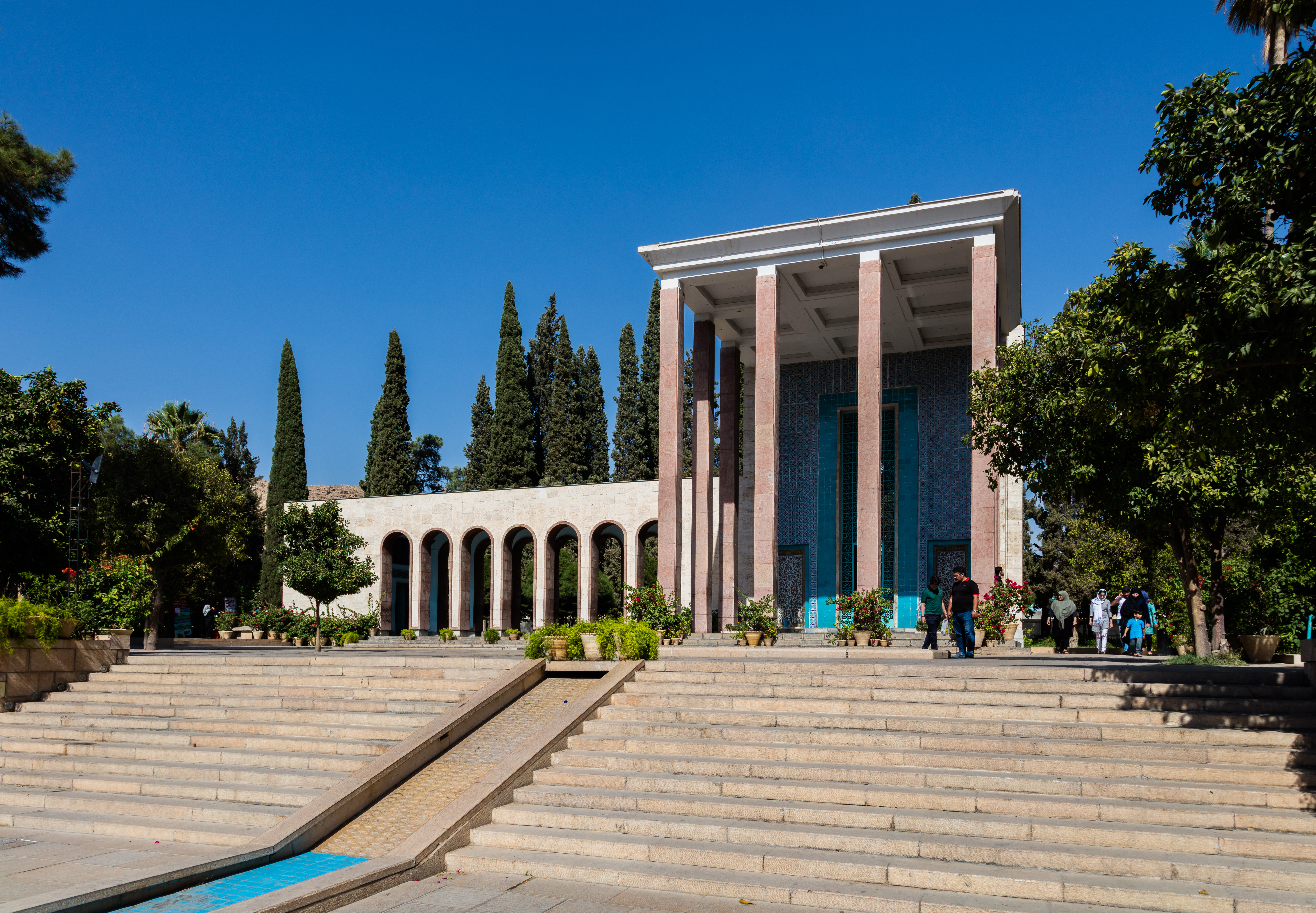
آرامگاه سعدی

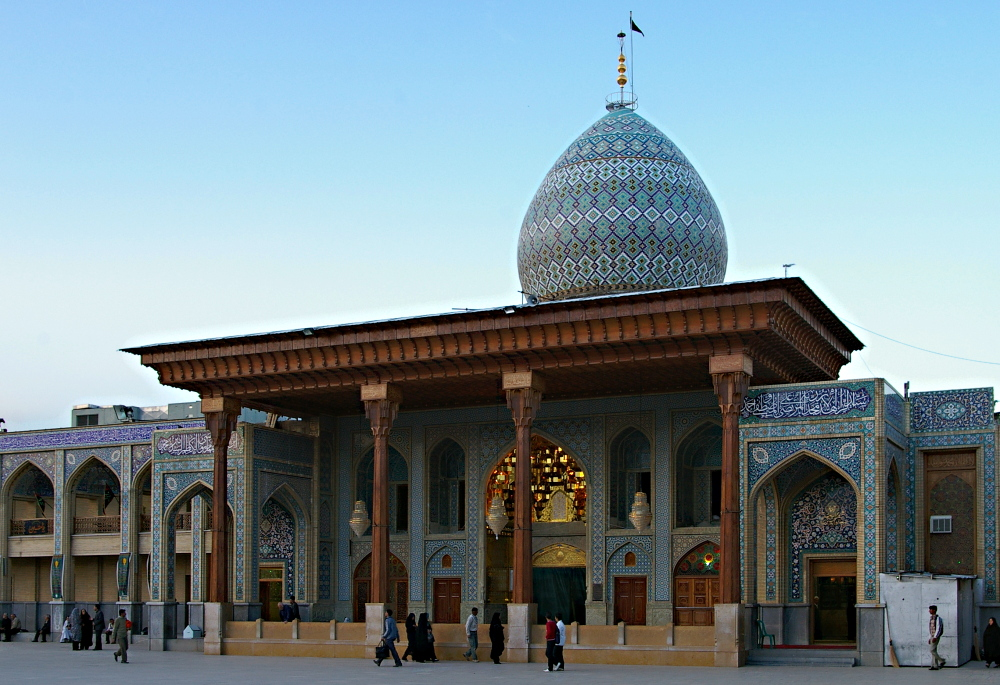
شاه‌چراغ

- ۲۰۰۰ سال پیش از میلاد - شهرک سازی مردم ایران در محل کنونی شهر یا در نزدیکی آن واقع شده است. سفالهای خشتی توسط مراجعه کنندگان به این شهرک‌ها در دهه ۱۹۷۰ کشف شد.
- ۱۰۰۰ سال پیش از میلاد - رشد سکونتگاه‌ها به ویژه در نزدیکی رودخانه‌هایی که در این منطقه جریان دارند منجر به ایجاد ساختار قدرت منطقه ای در بین قبایل محلی می‌شود. حکومت مادها ظهور می‌کند.
- ۷۵۰ سال پیش از میلاد - کمبوجیه، شاه بزرگ انشان و از دودمان هخامنش پایه و اساس اولین امپراتوری پارسی را در انشان تعیین می‌کند.
- ۶۵۰ سال پیش از میلاد - کوروش، فرزند کمبوجیه، تمام پادشاهی‌های محلی، منطقه ای و قاره ای را شکست می‌دهد. او امپراتوری هخامنشی را از شمال آفریقا، و مدیترانه تا هند و غرب چین شکل می‌دهد که بیشترین درصد از جمعیت کره زمین را شامل می‌شود. رکوردی که تا به امروز شکسته نشده است.
- حکومت سلوکیان
- شاهنشاهی اشکانیان
- شاهنشاهی ساسانیان

### پس از حمله اعراب
- ۶۴۰–۶۵۳ بعد از میلاد - پارس توسط اعراب در دوران خلافت عمر سقوط می‌کند. شیراز در سال ۶۴۱. استخر در سال ۶۵۳.
- ۶۵۰–۸۶۹ - حکومتی عرب در پارس حاکم می‌شود که از بغداد با فعالیت بسیار محدود مردمان پارسی کنترل می‌شد. با رشد و تمرکز قدرت در شیراز با مهاجران جدید و حکومت اعراب، شهرهای دیگر منطقه نیز سقوط می‌یابد. قبایل ترک به این منطقه آورده می‌شوند تا به عنوان سرباز ارتش عرب خدمت کنند. فرزندان این قبایل در چند قرن آینده سلسله‌های حاکم بر منطقه را تشکیل می‌دهند.
- ۷۹۰ - سیبویه، زبان‌شناس، دانشمند و محقق اهل بیضا از شهرهای بزرگ همجوار شیراز، آثار خود را منتشر می‌کند که این کتاب اولین پایه رسمی دستور زبان عربی است.[۱]
- قرن نهم - از شراب شیراز به عنوان بهترین نمونه شراب در خاورمیانه یاد می‌شود.

### صفاریان
- ۸۶۹ - رهبر سلسله صفاریان از دودمان ساسانیان، یعقوب لیث شیراز را از اشغال حاکمان عرب آزاد می‌کند. حکومت خلافت بغداد تضعیف می‌شود و بسیاری از اعراب و سربازان ترک در این شهر از بین رفته‌اند، اما تعداد قابل توجهی از آنان در شیراز می‌مانند، زیرا فرهنگ پارسی را پذیرفته‌اند.
- ۸۹۴ -مسجد جامع عتیق توسط عمرو لیث صفاری (برادر یعقوب لیث) ساخته می‌شود.[۲]

### آل بویه
- ۹۳۳ - شیراز پایتخت سلسله بوییان است و تحت فرمانروی عمادالدوله، نخستین حاکم آل بویه به عنوان مرکز فرهنگی بدل می‌شود.
- ۹۳۷ - سرانجام بوییان به خلافت بغداد پایان می‌دهند و با پایتختی بغداد و شیراز را شهری برجسته و بین‌المللی می‌کنند. ادبیات، علم، هنر و فرهنگ تبلیغ می‌شود. با اقلیت‌های مذهبی به خوبی رفتار می‌شود. مسیحیان، یهودیان و زرتشتیان به عنوان وزیر و مشاوران امیران آل بویه هستند. در شیراز زمان آل بویه، برخلاف سنت رایج آن زمان غیر مسلمانان مانند زردشتی‌ها مجبور نبودند که علامت مشخص‌کننده به تن داشته باشند یا در محله‌های خاصی زندگی کنند. در زمان آل بویه بازار شهر شیراز در هنگام جشن مهرگان و نوروز نورانی می‌شد و هنگامی که در سال ۹۸۰ میلادی مسلمانان شیراز علیه زرتشتیان به اغتشاش پرداختند. عضدالدوله لشکری برای تنبیه اغتشاش کنندگان به شیراز فرستاد.
- ۹۵۰ - ساخت کانال زیرزمینی در کوهستان برای آوردن آب شیرین به شهر توسط رکن‌الدوله، برادر عمادالدوله. جریان آبی (به نام آب رکنی) که هنوز هم جاری است و در شعر شاعران شیرازی جاودانه است.
- ۱۰۰۰- اولین دیوار در اطراف شیراز به دلیل حملات ترکان سلجوقی ساخته شد، (همچنین به ترکمن‌ها نیز مراجعه کنید). سلجوقیان توسط باقیمانده خلافت مستقر در دمشق، علیه بوییان، مورد حمایت قرار گرفتند.
- ۱۰۱۰- طی ۵۰ سال جنگ، و همچنین نزاع‌های داخلی در بین آل بوبه قسمت اعظم شهر از بین می‌رود.

### سلجوقیان
- ۱۰۶۲ - سرانجام شهر توسط سلجوقیان گرفته می‌شود، با این حال، حاکمان جدید به سرعت در مورد ترساندن خلافت، فرهنگ فارسی را اتخاذ کردند و بسیاری در شیراز مستقر شدند. سلجوقیان در واقع به عنوان یک امپراتوری بزرگ به عنوان بزرگ‌ترین حامی هنر و فرهنگ پارسیان تبدیل می‌شوند. سلجوقیان به شدت تحت تأثیر فرهنگ و زبان ایرانیان قرار گرفتند و نقش مهمی در ایجاد پیوند بین فرهنگ‌های ترکی-ایرانی بودند به گونه‌ای که حتی باعث انتقال فرهنگ ایرانی به فلات آناتولی نیز گشتند.
- ۱۰۷۵ - شیراز توسط سلجوقیان، اتاباک جلال الدین و پسرانش به شکوه و جلال بازسازی می‌شود. توسعه شهر مهاجران جدیدی را از همه نقاط ایران و همچنین آسیای میانه به خود جذب می‌کند.
- ۱۰۹۰ - شورش‌های درون ارتش سلجوقی توسط حکومت دمشق و بغداد تحریک و پشتیبانی می‌شوند، چون جنگ صلیبی قدرت سلجوقیان و امپراتوری را تضعیف می‌کند. شورشیان موفق در شیراز ترکان سَلغُریان (ترکان کرمانشاه) هستند.
- ۱۱۰۰ - شیراز به پایتخت سلسله سَلغُریان با منشأ ترک تبار تبدیل می‌شود (اتابکان فارس).
- ۱۱۰۰ - اگرچه آنها به نمایندگی از بغداد، اسلام سنی را ترویج می‌کنند، اما در نهایت تحت فرهنگ پارسی قرار می‌گیرند و شیراز را به عنوان خانه و شهر خویش بازسازی می‌کنند.
- ۱۱۰۵ - دیواری برای محافظت از شهر با هشت دروازه بازسازی می‌شود. تأثیر خلافت بغداد در اصطلاحات تشریفاتی بیشتر است.

### حنفیان
- ۱۱۱۰ - فرقه حنفی از مسلمانان سنی بر منطقه ای از شیراز حاکم است. اگرچه پیروی از ادیان یهودی، مسیحی و زرتشتی هنوز هم در بین اقلیت بزرگی در شهر و منطقه آزادانه انجام می‌شود. این بردباری و آزادی موج جدید مهاجرت دیگری را به درون شهر و منطقه دامن می‌زند. بسیاری از قبایل مناطق ترک و قفقاز به شیراز و مناطق اطراف آن نقل مکان می‌کنند. بسیاری از مهاجران به این شهر هنوز هم در منطقه (قشقایی، لر) زندگی می‌کنند.
- ۱۱۱۵ - شیراز مرکز پرهیزگاران و فقهای ملت است. تعداد زیارتگاه‌های مذهبی ساخته شده است، که بسیاری از آنها هنوز پابرجا هستند، در میان آنها: مسجد عتیق، هم‌اکنون نیز به عنوان مسجد مورد استفاده است.
- ۱۱۷۰ - شیخ روزبهان (۱۲۰۳–۱۱۲۸)، فرقه صوفیان خود را در شیراز تأسیس می‌کند.
- ۱۱۵۰–۱۱۹۵ - فروپاشی شیراز به دلیل اختلافات سلسله ای در میان قبایل مختلف حاکم و قحطی شهر را خراب می‌کند.
- ۱۱۹۵ - سعد بن زنگی، پنجمین اتابک از اتابکان سلغوری فارسی، حکومت را برقرار می‌کند و شهر را بازیابی می‌کند.
- ۱۲۱۰ - شاعر پرآوازه ایران، سعدی شیرازی در شیراز زاده می‌شود. (تاریخ تقریبی).

### مغول‌ها
- ۱۲۸۰ - شیراز با دیپلماسی ابوبکر بن سعد زنگی پسر سعد بن زنگی و ششمین و معروفترین اتابکان سلغوری فارسی، از حمله مغول نجات یافت. چنگیز خان آنقدر مورد علاقه حاکم پارسی است که او را کتلوگ خان می‌نامد و او را دوست می‌داند. اظهار طاعتش نسبت به مغول که به خاطر آن یرلیغ سلطنت فارس را با لقب قتلغ خانی از جانب اوگتای خان مغول دریافت در نزد اهل فارس تدبیر عاقلانه ای تلقی شد که بدان وسیله اقلیم فارس از تجاوز مغول در امان ماند.
- ۱۲۸۱ - محل قبرستان احمد بن موسی (فرزند امام هفتم شیعیان) توسط امیر مقرب الدین یکی از وزیران ابوبکر ساخته شد که هنگام حفاری برای کاخ، مشخص می‌شود.
- ۱۲۸۲ - در محل قبرستان زیارتگاهی ساخته شده است که اکنون مقدس‌ترین مکان شیعان در شهر و منطقه، (شاه چراغ) است.
- ۱۲۸۴ - به دلیل مالیاتهای بالای تحمیل شده توسط مغولان شیراز بار دیگر سقوط می‌کند و فساد و درگیری از سر گرفته می‌شود.
- ۱۲۸۷ - بی آبی و قحطی تقریباً ۱۰۰۰۰۰ نفر را در شیراز می‌کشد.[۳]
- ۱۲۹۱ - سعدی درگذشت و در باغ خود در کنار چاه آرتزین به خاک سپرده شده است. در حال حاضر این باغ زیبا یکی از جاذبه‌های مهم گردشگری است که چاهی در آن هنوز جریان دارد و در کنار مقبره سعدی جاری است.
- ۱۲۹۷ - سرخک و طاعون ۵۰٬۰۰۰ نفر دیگر را در شیراز و اطراف آن کشت.[۴]
- ۱۲۹۷ - ابش خاتون دختر اتابک سعدبن ابوبکر بن سعد بن زنگی و ترکان خاتون، ملکه ایران در قرن هفتم قمری بود و تنها فرمانروای زن استان فارس و دخترش کوردوجین شهر را با بنیادهای خیرخواهانه خود نجات می‌دهند. آنها آخرین اتابک از اتابکان فارس بودند که هولاکو خان مغول وی را به همسری پسر خود منکوتیمور درآورد.

## قرن ۱۴ تا ۱۹

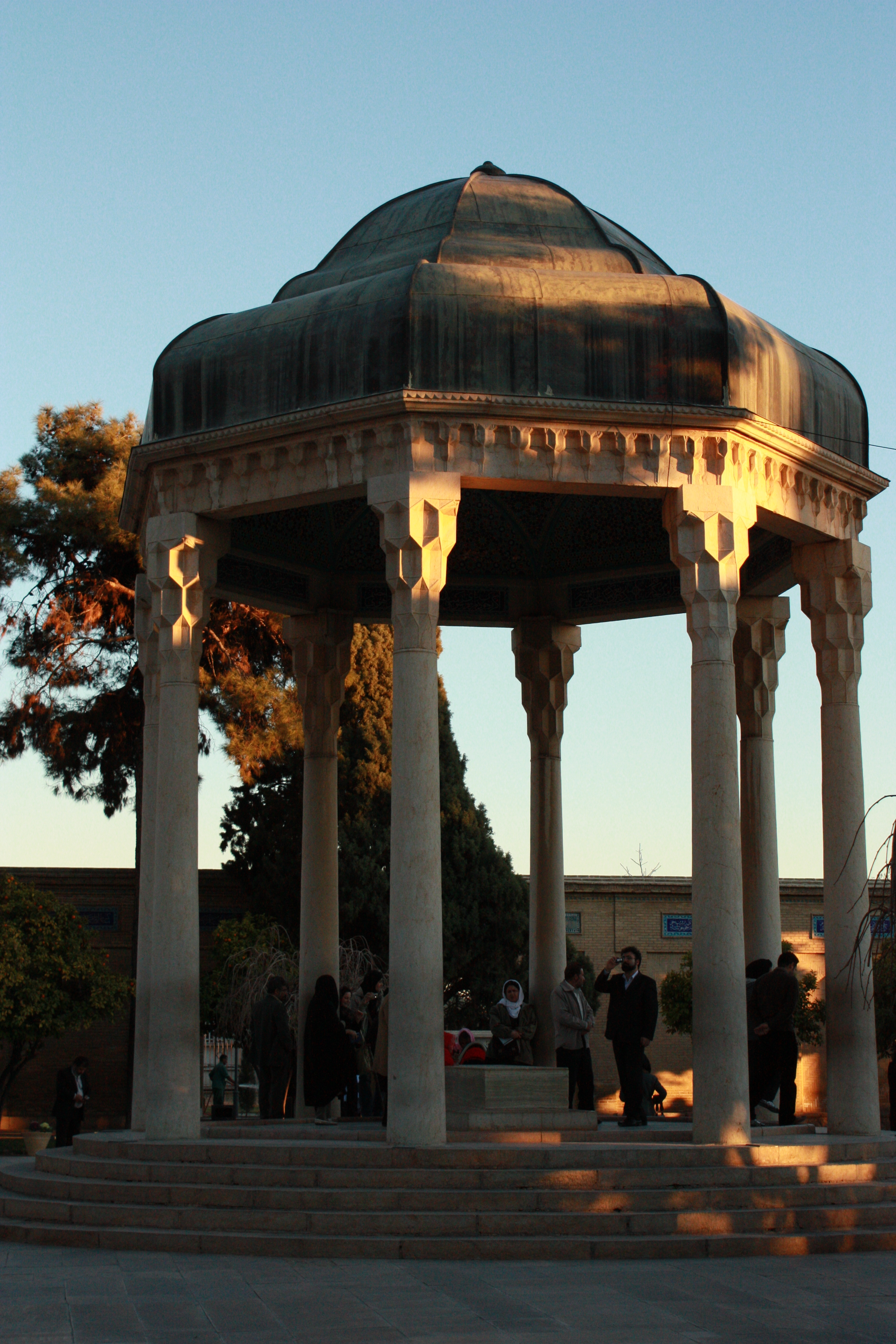
حافظیه

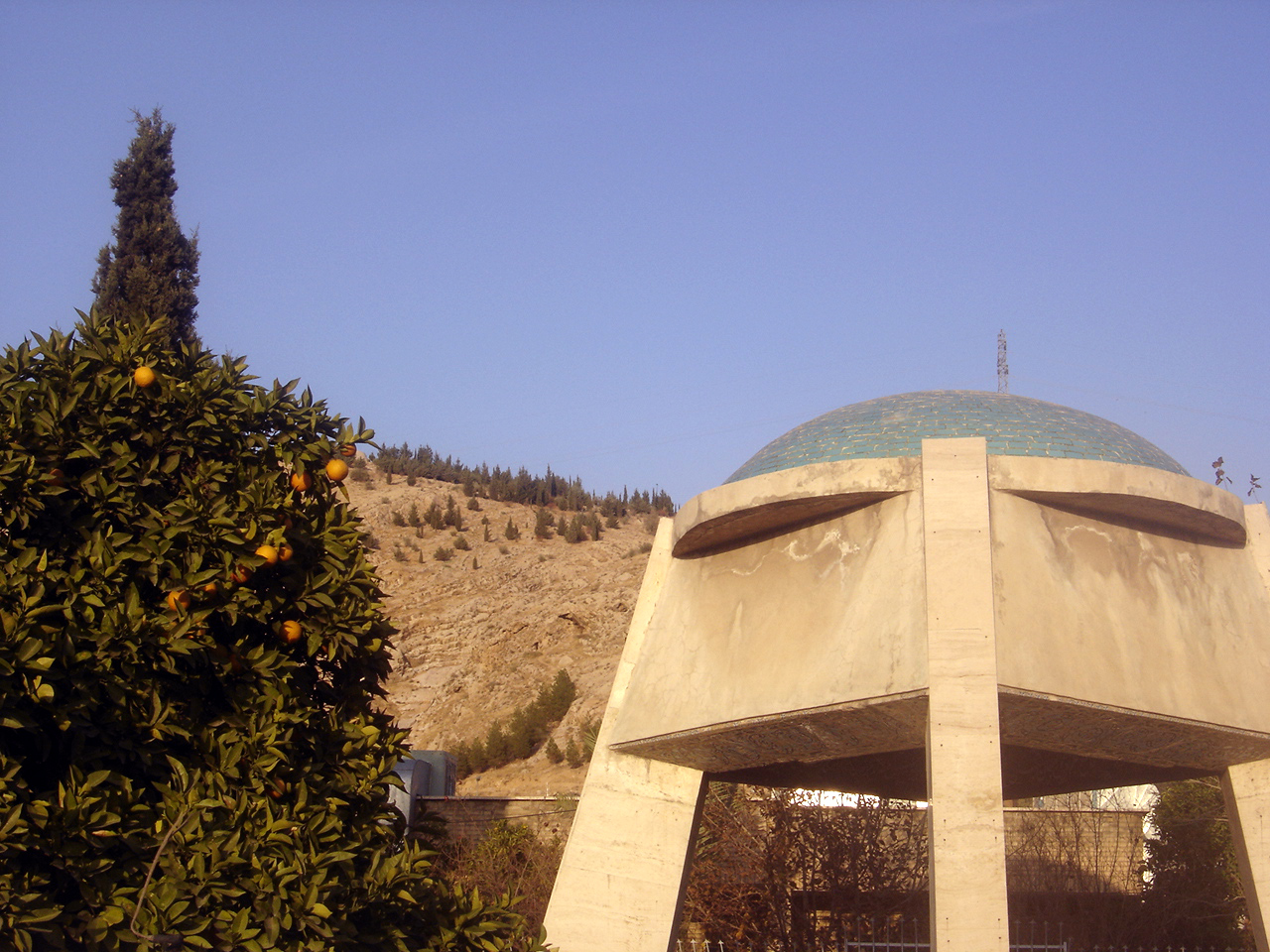
آرامگاه شاه شجاع

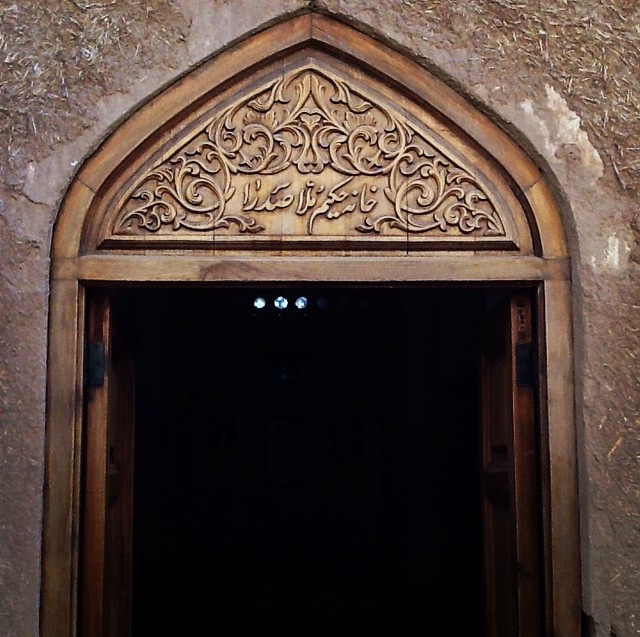
خانه حکیم دانشمند ملاصدرا در قم

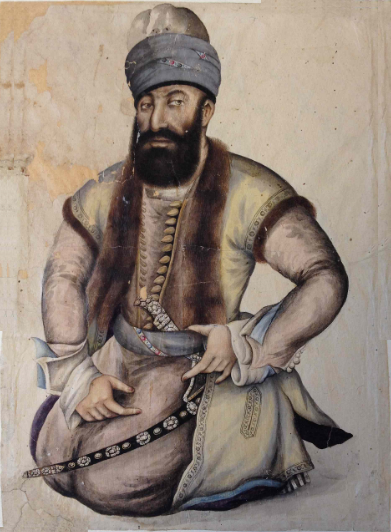
کریم‌خان زند از حاکمان شیراز در دوران زندیه

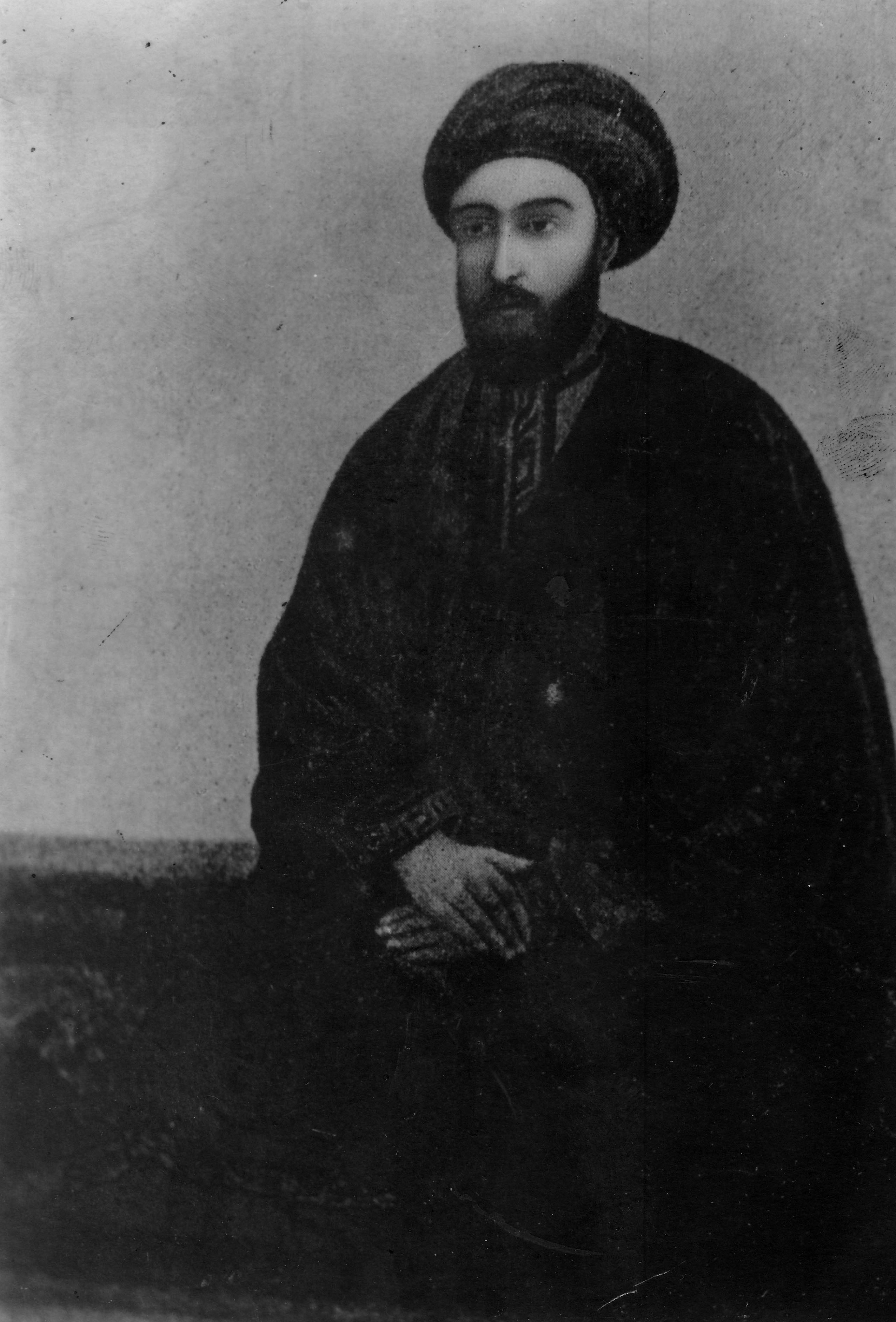
سید علی‌محمد باب ملقب به باب، نویسنده و نظریه‌پرداز ایرانی و بنیانگذار فرقه بابیه بود.

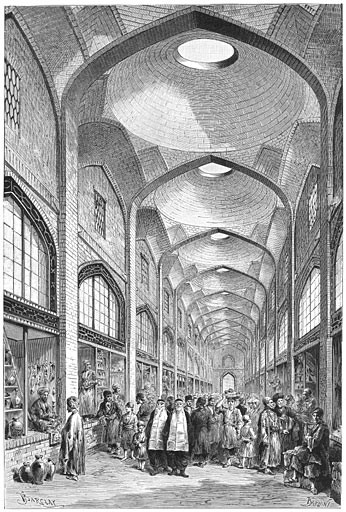
بازار در شیراز سال ۱۸۸۱

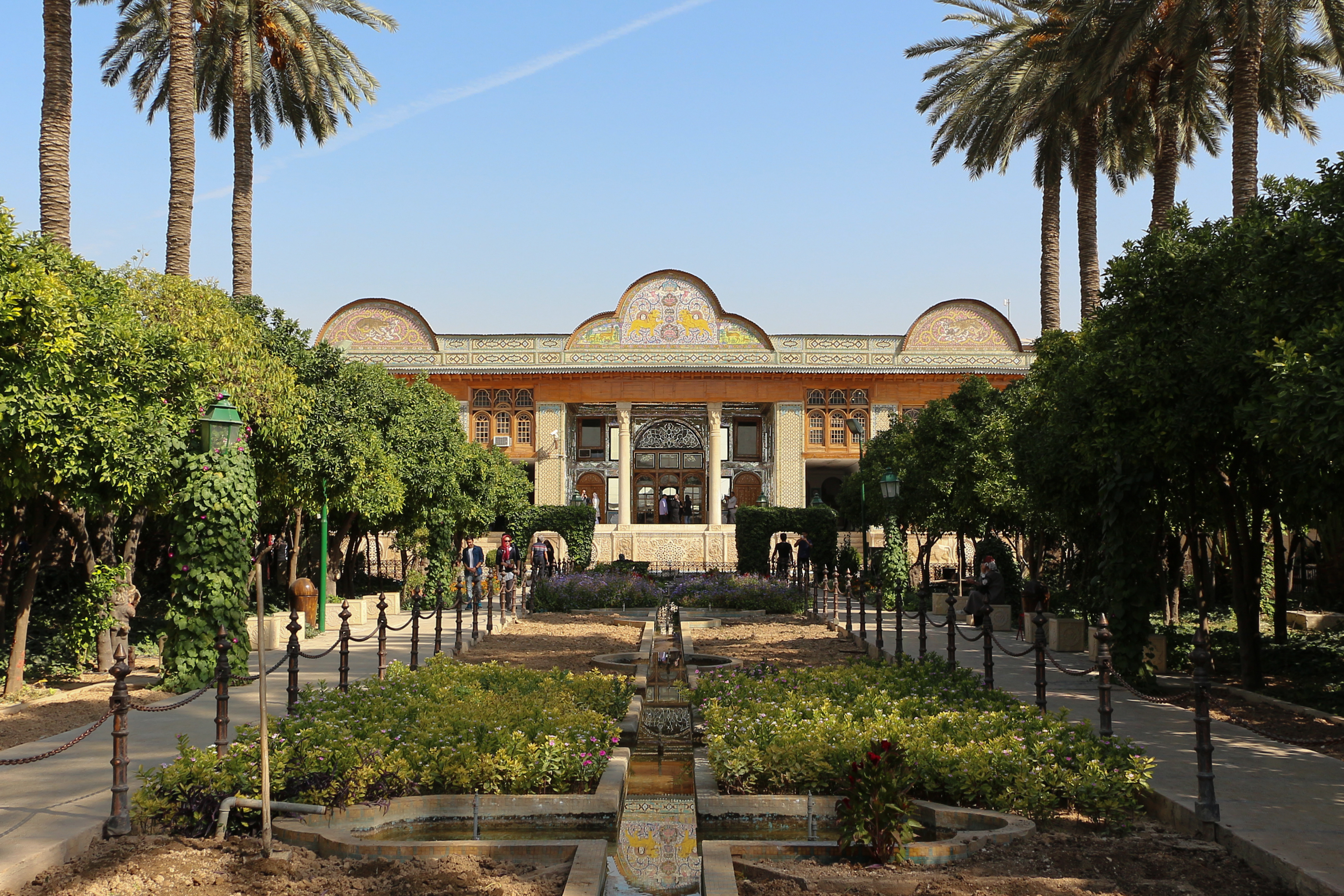
خانه قوام در شیراز که در قرن نوزدهم ساخته شده است.

- ۱۳۰۴ - سلسله آل اینجو شیراز را به دست گرفته و بازسازی می‌کند، اما درگیری‌های آنها در نهایت باعث تخریب بیشتر می‌شود.
- ۱۳۲۵
  - شاعر پرآوازه ایرانی، حافظ در شیراز زاده می‌شود.
  - دوره ایلخانان. حکومت آنها با جنگ و ویرانی مشخص شده است.

### آل مظفر
- ۱۳۵۳ - حکومت آل مظفر شیراز را تصرف می‌کند. بار دیگر شیراز پایتخت ایران است.
- ۱۳۵۰ - ابن بطوطه از شیراز بازدید می‌کند و ان را یک شهر بزرگ، سرشار از باغ‌ها، نهرها، بازارها، و افراد با لباس تمیز در اسناد ثبت می‌کند.
- ۱۳۵۷ - شاه شجاع از سلاطین آل مظفر سلطنت می‌کند و شهر را احیا می‌کند.
- ۱۳۶۰ - حافظ (۱۳۱۰–۱۳۱۰) توسط شاه شجاع حمایت می‌شود و در باغ مصلا سکنی می‌گزیند. مقبره وی در همان باغ یک جاذبه گردشگری مورد احترام و مهم برای مسافران جهان و ایرانیان است.
- ۱۳۸۲ - شاه شجاع با هدایایی به ارتش تیمور می‌دهد و دوباره شهر را از غارت شدن توسط مغل‌ها نجات می‌دهد.
- ۱۳۸۴ - پس از کشته شدن شاه شجاع، درگیری‌ها در میان مظفریان شعله‌ور شد و منجر به نبردهای متعددی در شیراز و سقوط نهایی شهر شد.

### تیموریان
- ۱۳۸۷ - شیرز برای مدت کوتاهی توسط تیمور اشغال شده است.[۵]
- ۱۳۹۳ - تیمور برای دومین بار شیراز را اشغال می‌کند و یک ماه را در آنجا به «شادی و جشن» می‌گذراند.[۶] او نوه خود را که فرهنگ فارسی را به عنوان فرماندار پذیرفته است، منصوب می‌کند. بازسازی شهر از سر گرفته می‌شود.
- ۱۴۰۰ - شیراز به شهر سعدی و حافظ معروف است. مقبره‌های آنها، که هنوز هم دست نخورده هستند، زیارتگاه می‌شوند.
- ۱۴۱۰ - شیراز با جمعیت ۲۰۰۰۰۰ نفری، چند سال است که پایتخت حاکمان ترکمن آق‌قویونلو است.
- ۱۴۷۰ - مغول‌ها و ترکمن‌ها، مهاجمان، به زودی از این شهر بیرون رانده می‌شوند.
- ۱۴۷۰ - شهر توسط آفانازی نیکیتین مورد بازدید قرار گرفت، که در یادداشتهای سفر خود با عنوان " قدم زدن به بیش از سه دریا " از آن یاد کرد.[۷]
- ۱۴۸۷ - صدرالدین محمد دشتکی (سید سند) از عالمان امامی حوزه علمیه ای را در شیراز بنا می‌کند و به نشر مذهب شیعه امامیه می‌پردازد این حوزه علمیه به خاطر فرزند او یعنی غیاث‌الدین منصور دشتکی به حوزه علمیه منصوریه شهرت می‌یابد[۸]

### صفویان
- ۱۵۰۳ - شاه اسماعیل، حاکم صفوی، شیراز را فتح می‌کند و بیشتر رهبران اهل سنت را به قتل می‌رساند و برای ترویج تشیع می‌کشد یا تبعید می‌کند.
- ۱۵۵۰ - الله‌وردی خان و پسرش امام قلی خان فرمانداران شهر بازسازی را آغاز می‌کنند.
- ۱۵۷۵ - پیروان شیعه از نظر تعداد رشد می‌کنند، مدارس و زیارتگاه‌ها ساخته می‌شوند.
- ۱۵۹۰ - دوره سعادت نسبی. هنر شکوفا می‌شود. هنرمندان و صنعتگران شیراز در سراسر جهان مشهور و از هنرشان مورد استفاده قرار می‌گیرد. تاج محل را ببینید که توسط معماران شیرازی ساخته شده است.
- ۱۶۰۰ - شراب شیراز که توسط انگلیسی‌ها کشف شده و گفته می‌شود یکی از بهترین‌های جهان است.
- ۱۶۱۰ -ملاصدرا، فیلسوف مشهور اهل شیراز به دلیل نوشته‌ها و عقاید غیرقانونی در اصفهان تحت پیگرد قانونی قرار می‌گیرد. او ایده تفکر آزاد مسلمان را ترویج می‌کند و علیه عمل پیروی کورکورانه از احکام روحانیت (تقلید) می‌نویسد.[نیازمند منبع]
- ۱۶۱۵ - کار ساخت و ساز مدرسه خان که از زمان الله‌وردی خان شروع شده بود در دوره امام قلی خان به پایان می‌رسد وی از ملاصدرا دعوت می‌کند که به شیراز بیاید و اختیار تدریس در آن را به وی واگذار می‌کند
- ۱۶۲۱ - بازرگانان انگلیسی و فرانسوی افزایش می‌یابند و انگورهای شهر را به اروپا می‌برند.
- ۱۶۳۰ - یک سیل بخش‌های بزرگی از شهر را ویران می‌کند.
- ۱۶۶۸ - سیل دیگری بخش‌هایی از شیراز را ویران می‌کنند.
- ۱۷۲۴ - پس از سقوط صفویان شیراز توسط مهاجمان افغان غارت شد.

### افشاریان
- ۱۷۴۴ - نادر شاه از سلسله افشار شیراز را تصرف کرد. بخش‌های بزرگی از شهر در زمان جنگ‌ها ویران شد.
- ۱۷۴۷–۱۸۰۰ - مبارزه سه جانبه در ایران بین افشاریان، زندیان و قاجاریان

### زندیان
- دهه ۱۷۵۰
  - کریم خان زند به شیراز حرکت می‌کند و عنوان نماینده مردم، (وکیل الرعایا) را به دست می‌آورد. او سلسله زند را تأسیس می‌کند.[۹]
  - شیراز به پایتخت سلسله زند تبدیل می‌شود. شهر بازسازی شده است ساختار در ۱۱ ربع (۱۰ مسلمان و یک یهودی). محوطه و دیواری عظیم شهر را احاطه کرده است که دارای شش دروازه است. فرهنگ، هنر و اقلیت‌ها شکوفا می‌شوند.
- ۱۷۹۴ - پایان سلسله زند و پایان دوران پایتخت بودن شیراز پیش از تهران.

### قاجاریان
- ۱۷۹۴ - شیراز توسط آقا محمدخان قاجار، غارت و ویران شد.
- ۱۸۰۰ - زوال شهر تحت سلسله قاجار
- ۱۸۲۲ - همه‌گیری طاعون و وبا هزاران نفر را کشته است.
- ۱۸۲۴ - زلزله قسمت‌هایی از شهر را ویران می‌کند.
- ۱۸۳۰ - هجوم ملخ‌ها باعث از بین رفتن محصولات زراعی، کشاورزی محلی و ایجاد قحطی می‌شود. ده‌ها هزار نفر می‌میرند و بسیاری دیگر از شهر خارج می‌شوند. جمعیت در اثر بیماریها و مهاجرت به حدود ۱۹۰۰۰ کاهش می‌یابد.
- ۱۸۴۴ - یک بازرگان جوان، به نام سید علی‌محمد باب، بابیه. را پایه‌گذاری می‌کند
- ۱۸۵۳ - زمین‌لرزه ۱۲۳۲ شیراز شهر را لرزاند.
- ۱۸۶۰ - نفوذ بریتانیا در جنوب ایران و شیراز غالب است. بریتانیای‌ها با قبایل بومی قشقایی در کوه‌های خارج از شهر به‌طور جدی مخالف هستند.
- ۱۸۶۹ - اقتصاد شیراز با افتتاح کانال سوئز در مصر تحت تأثیر قرار گرفت.[۱۰]
- ۱۸۷۲ - روزنامه فارس انتشار خود را آغاز کرد.
- ۱۸۸۰ - خانواده قوام با کمک تفنگدارهای هندی بریتانیا، ناآرامی‌های محلی را سرکوب می‌کند.
- ۱۸۸۳ - اولین سرشماری رسمی جمعیت ۵۳۶۰۷ نفر را نشان می‌دهد.

## قرن بیستم

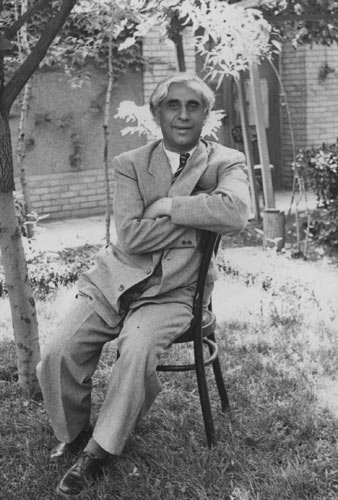
سید ضیاءالدین طباطبایی نخست‌وزیر ایران

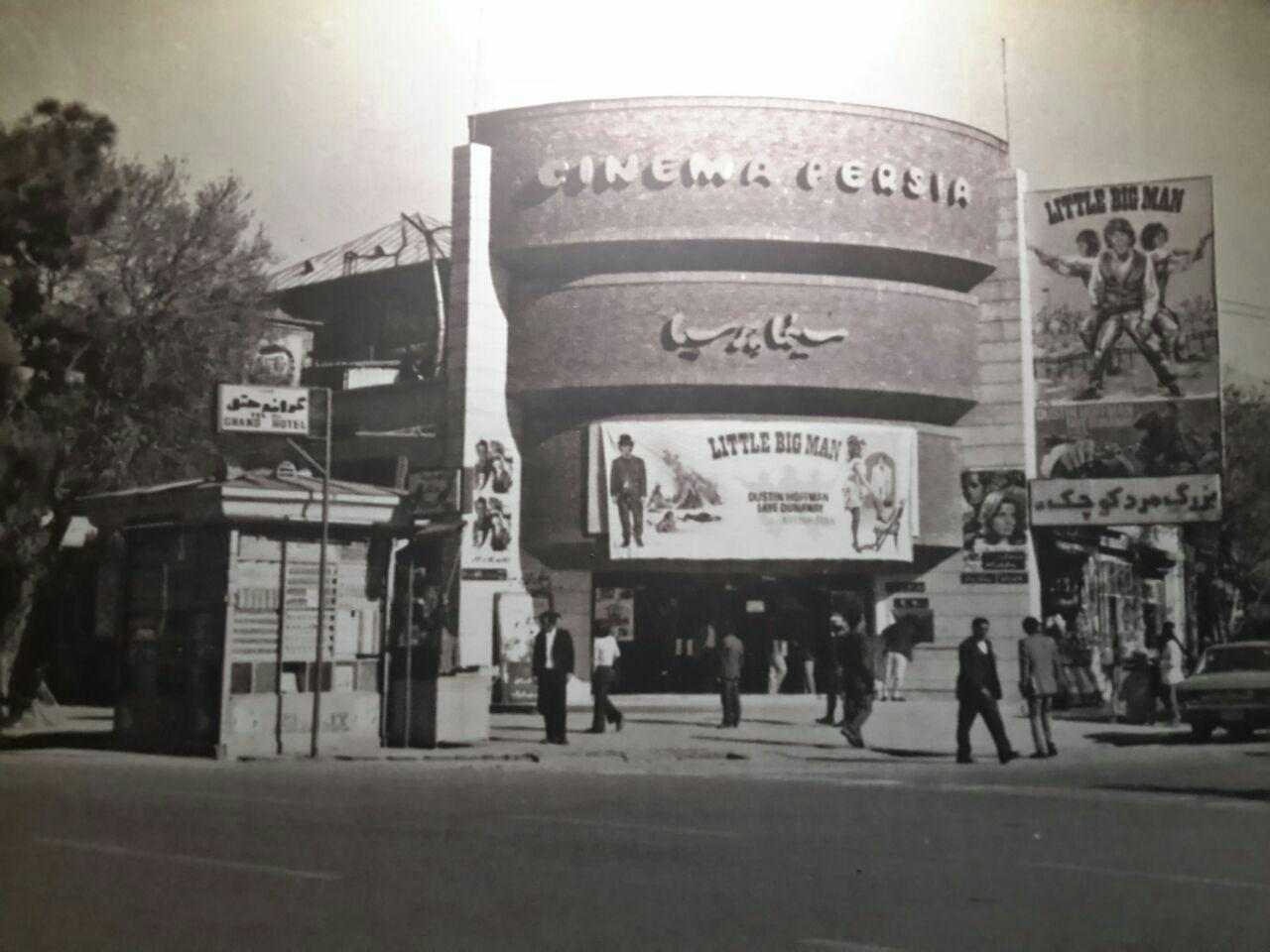
سینما پرسیا

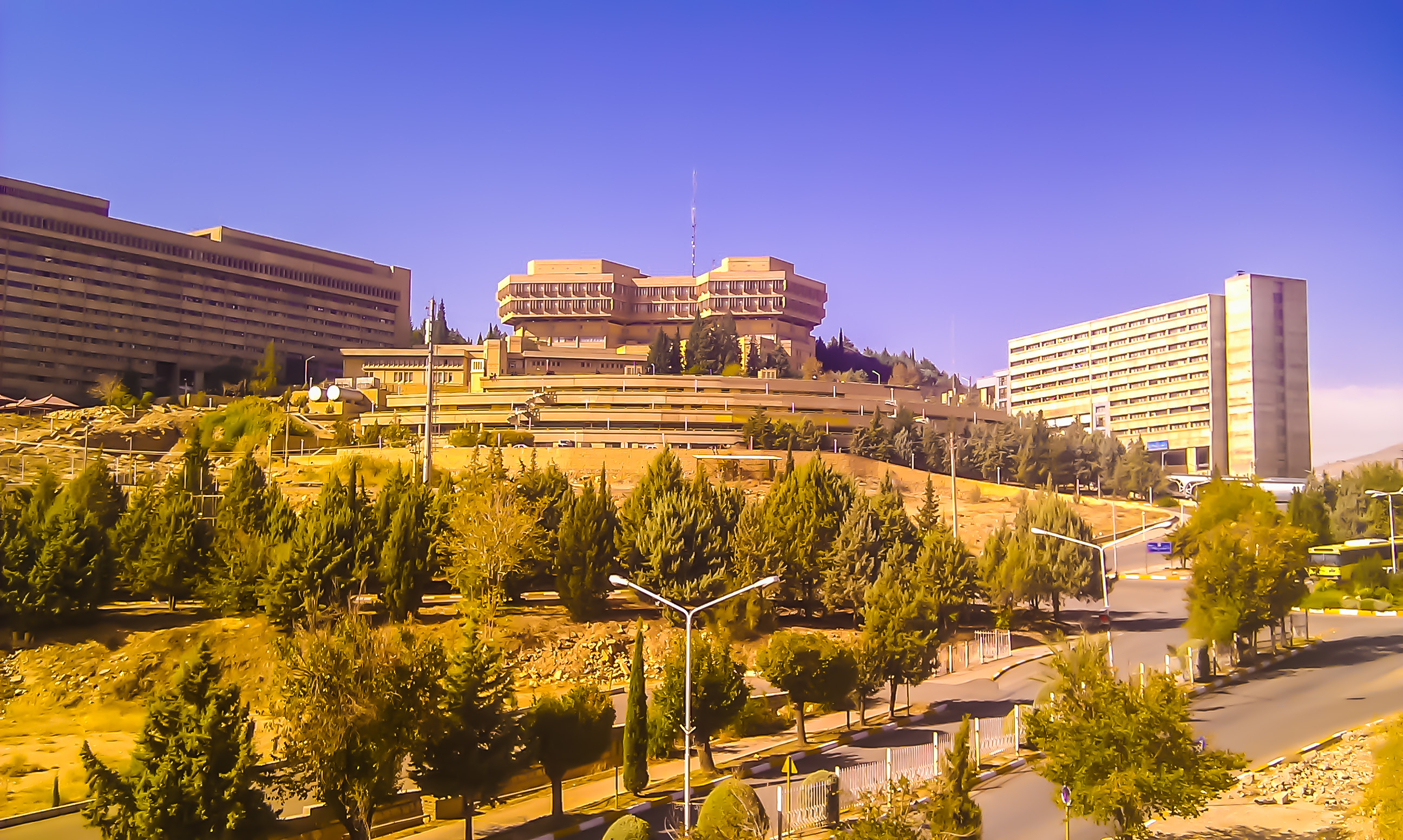
دانشگاه شیراز

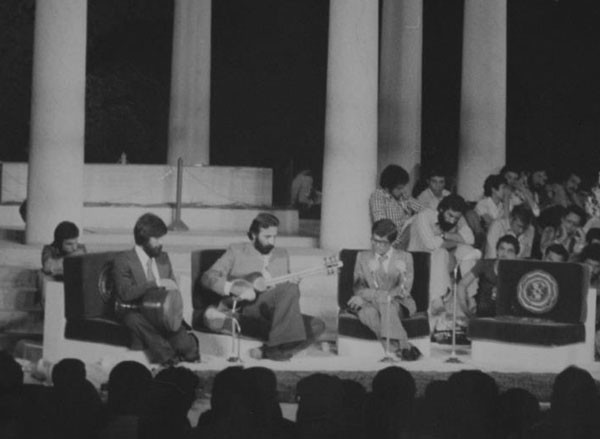
جشن هنر شیراز

- ۱۹۰۷ - صور اسرافیل، روزنامه ای گسترده که توسط میرزا جهانگیرخان شیرازی در شیراز منتشر شده است، از انقلاب مشروطه ایران پشتیبانی می‌کند. رهبران قشقایی از میرزا جهانگیر خان در شورش علیه دولت حمایت می‌کنند.
- ۱۹۰۸ - میرزا جهانگیر خان اعدام شد و روزنامه وی تعطیل شد.
- ۱۹۱۰ -تهمت خون ۱۹۱۰ در شیراز: مردم محلی در طی یک پوگروم، یک چهارم یهودیان را نابود می‌کنند.
- ۱۹۱۱ -سید ضیاءالدین طباطبایی، رهبر محلی شیعه، روزنامه بنای الاسلام را با کمک کنسولگری انگلیس در شیراز منتشر می‌کند.
- ۱۳۱۹- روزنامه فارس انتشار خود را آغاز می‌کند.[۱۱]
- ۱۹۱۸ - قبایل قشقایی با رهبری ناصر خان، شهر را محاصره کردند. [۱۲] قدرت دولت مرکزی، در ایران کاهش می‌یابد. نفوذ انگلیس با کشف نفت افزایش می‌یابد. آنها به همسایگان محلی برای سرکوب شورش‌های قبیله ای در منطقه کمک می‌کنند.
- ۱۹۱۹ - همه‌گیری آنفلوآنزا ۱۰٬۰۰۰ کشته است. ایران با هجوم روس‌ها و انگلیسی‌ها به ترتیب از شمال و جنوب در حال تجزیه است. شیراز در اختیار انگلیسی‌ها قرار گرفته است.
- ۱۹۲۱ -دوران سلسله قاجار پایان یافت. رضا شاه با حضور سید ضیاء الدین طباطبائی حکومت پهلوی را تأسیس می‌کند.
- ۱۹۲۹ - افتتاح سینما پرسیا با نام سینما خورشید
- ۱۹۴۵ -
  - تأسیس ورزشگاه حافظیه با گنجایش ۲۰٬۰۰۰ نفر
  - دانشگاه شیراز افتتاح می‌شود.[۱۳]
- ۱۹۴۶ - بنیانگذاری باشگاه فوتبال برق شیراز
- ۱۹۴۹ - بنیان‌گذاری دانشگاه علوم پزشکی شیراز
- ۱۹۵۰ - ساخت بیمارستان نمازی در شهر شیراز. محمد نمازی، در سال ۱۳۲۹ خورشیدی، این بیمارستان را بنیان گذاشت.
- ۱۹۵۸ - بنیانگذاری پالایشگاه نفت شیراز
- ۱۹۶۳ - جمعیت: ۲۲۹٬۷۶۱ (تخمین).[۱۴]
- ۱۹۶۶ - تأسیس سازمان اتوبوسرانی شیراز. شیراز از اولین شهرهای ایران است که دارای شرکت واحد اتوبوسرانی درون‌شهری شده است. سازمان اتوبوسرانی شیراز و حومه در سال ۱۳۴۵ خورشیدی تأسیس گردید.
- ۱۹۶۷ - جشنواره فرهنگی شیراز آغاز می‌شود.[۱۵]
- ۱۹۸۲ - جمعیت: ۸۰۰۰۰۰ (تخمین).[۱۶]
- ۱۹۸۷ - افتتاح نخستین  پایانهٔ مسافربری در شیراز. شهرداری شیراز در سال ۱۳۶۳ خورشیدی اولین پایانهٔ متمرکز خود را با نام «پایانهٔ شهید کاراندیش» مطالعه، طراحی و به اجرا درآورد که در دی‌ماه ۱۳۶۶ خورشیدی به بهره‌برداری رسید.
- ۱۹۹۵ - افتتاح نمایشگاه بین‌المللی شیراز بزرگ‌ترین مرکز نمایشگاهی در منطقهٔ جنوب ایران.
- ۱۹۹۶ - جمعیت: ۱٬۰۵۳٬۰۲۵.[۱۷]

## قرن ۲۱

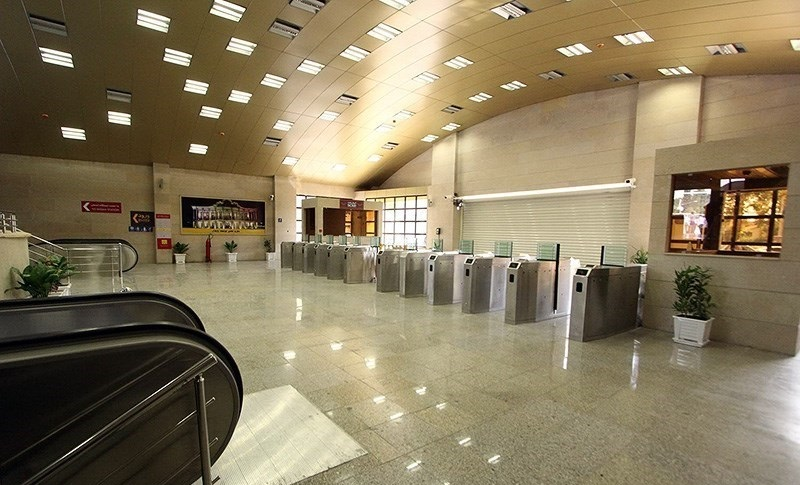
متروی شیراز

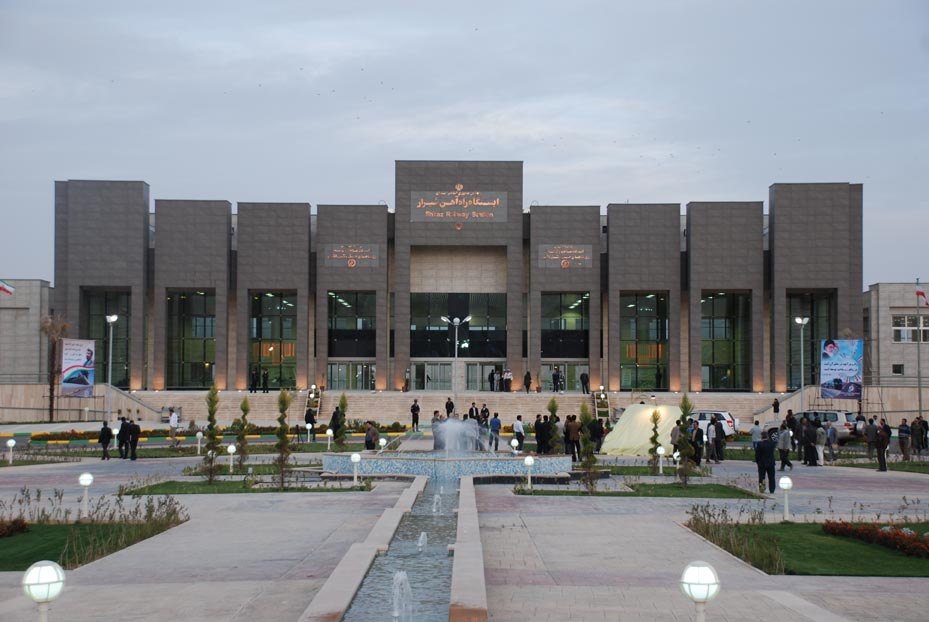
نمای ایستگاه راه‌آهن شیراز

- ۲۰۰۵ - گزارش‌های سرشماری جمعیت ۱۲۵۵۹۵۵ نفر را نشان می‌دهد.
- ۱۲ آوریل ۲۰۰۸ - انفجاری در شیراز در حسینیه شهدا وابسته به کانون رهپویان وصال رخ داد و ۱۴ نفر در آن کشته شدند. سه نفر با عنوان اعضای انجمن پادشاهی ایران به اتهام این انفجار محاکمه شدند.
- ۲۰۰۹ - افتتاح ایستگاه راه‌آهن شیراز
- ۲۰۱۱ - جمعیت: ۱٬۴۶۰٬۶۶۵.[۱۸]
- ۱۴ ژوئن ۲۰۱۳: انتخابات محلی برگزار شد.
- ۲۰۱۴ - شهر به بخشی از منطقه ۲ تبدیل می‌شود.
- ۱۱ اکتبر ۲۰۱۴ - افتتاح متروی شیراز
- ۲۰۱۷ - افتتاح ورزشگاه پارس که یک ورزشگاه فوتبال و دو و میدانی با گنجایش ۵۰٬۰۰۰ نفر است.
- ۲۰۱۹ - سیل شیراز
- ۲۰۲۰ - شیوع کروناویروس در شیراز
- ۲۰۲۰ - همزمان با روز شیراز، شهرداری این کلانشهر به عنوان نخستین شهر ایران وارد فاز اجرایی ساخت تراموا شد.

## نگارخانه

فرودگاه شیراز در دهه ۴۰ شمسی.
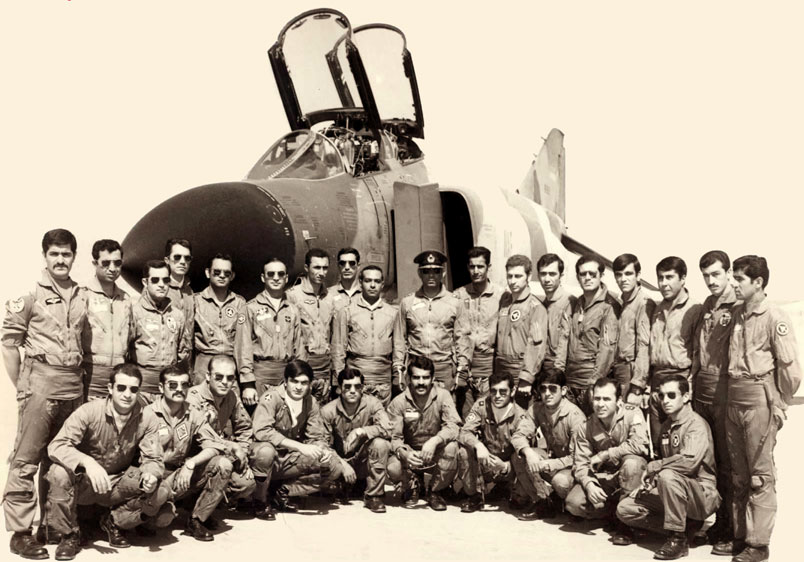
اولین اسکادران تخصصی جنگنده اف-۴ دی در شیراز-۱۹۷۱.
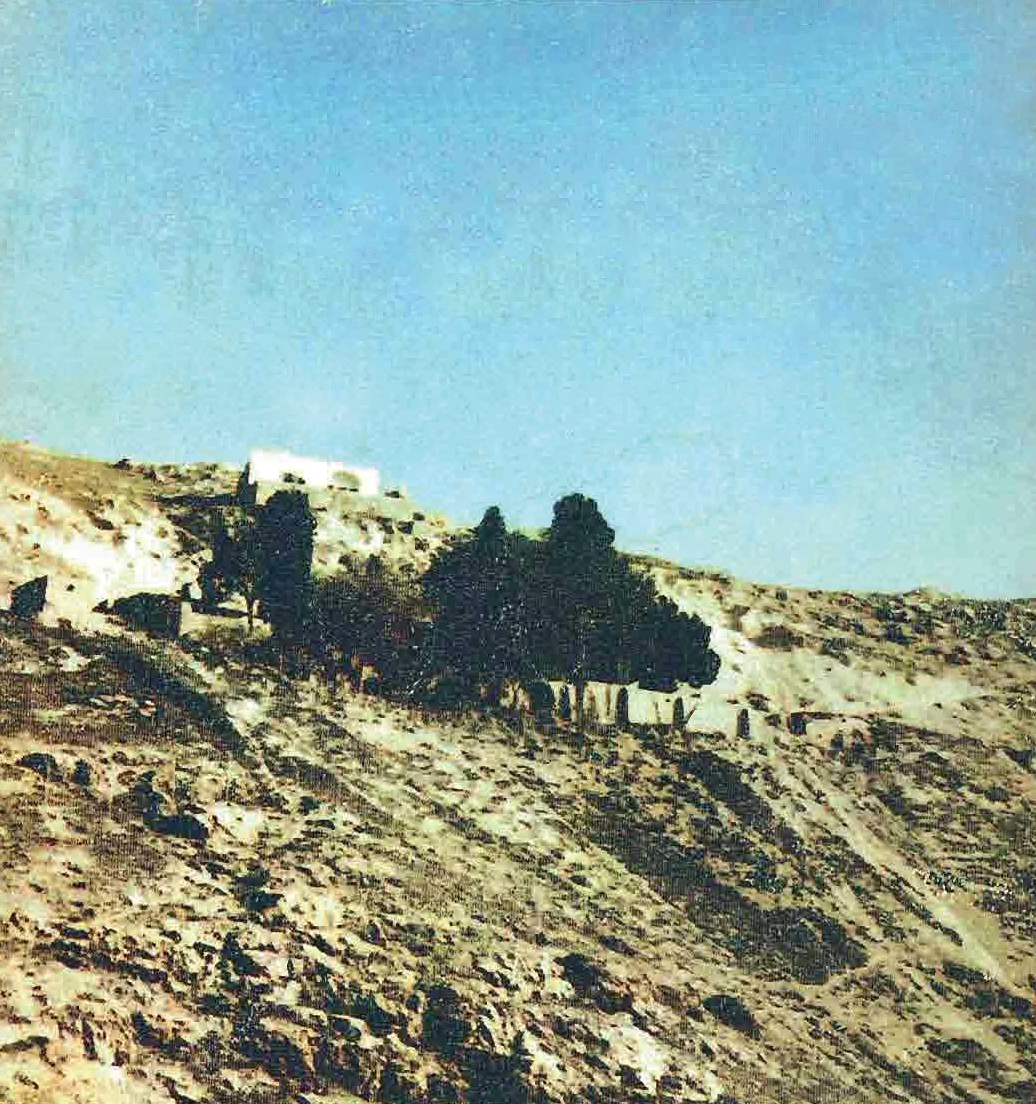
آرامگاه باباکوهی در ۱۹۷۴.
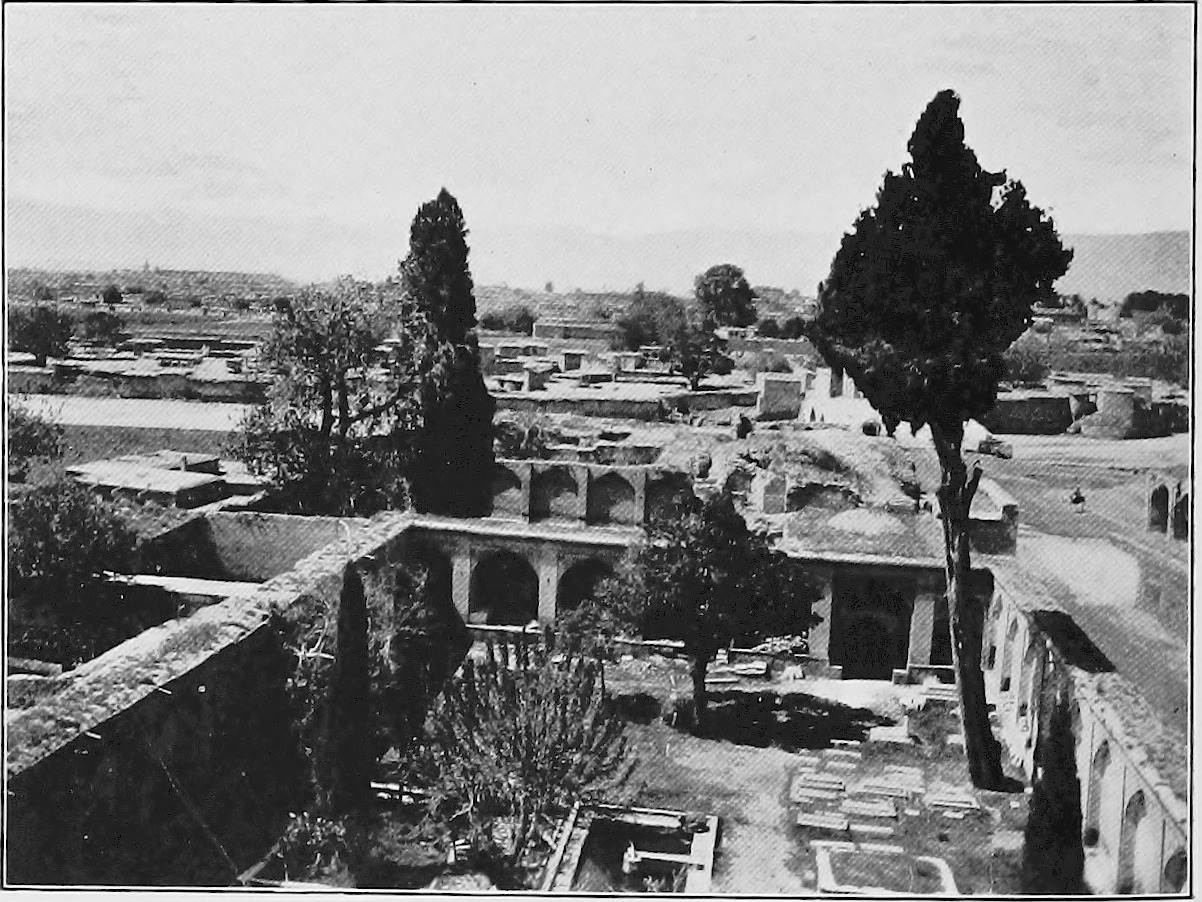
شیراز قدیم
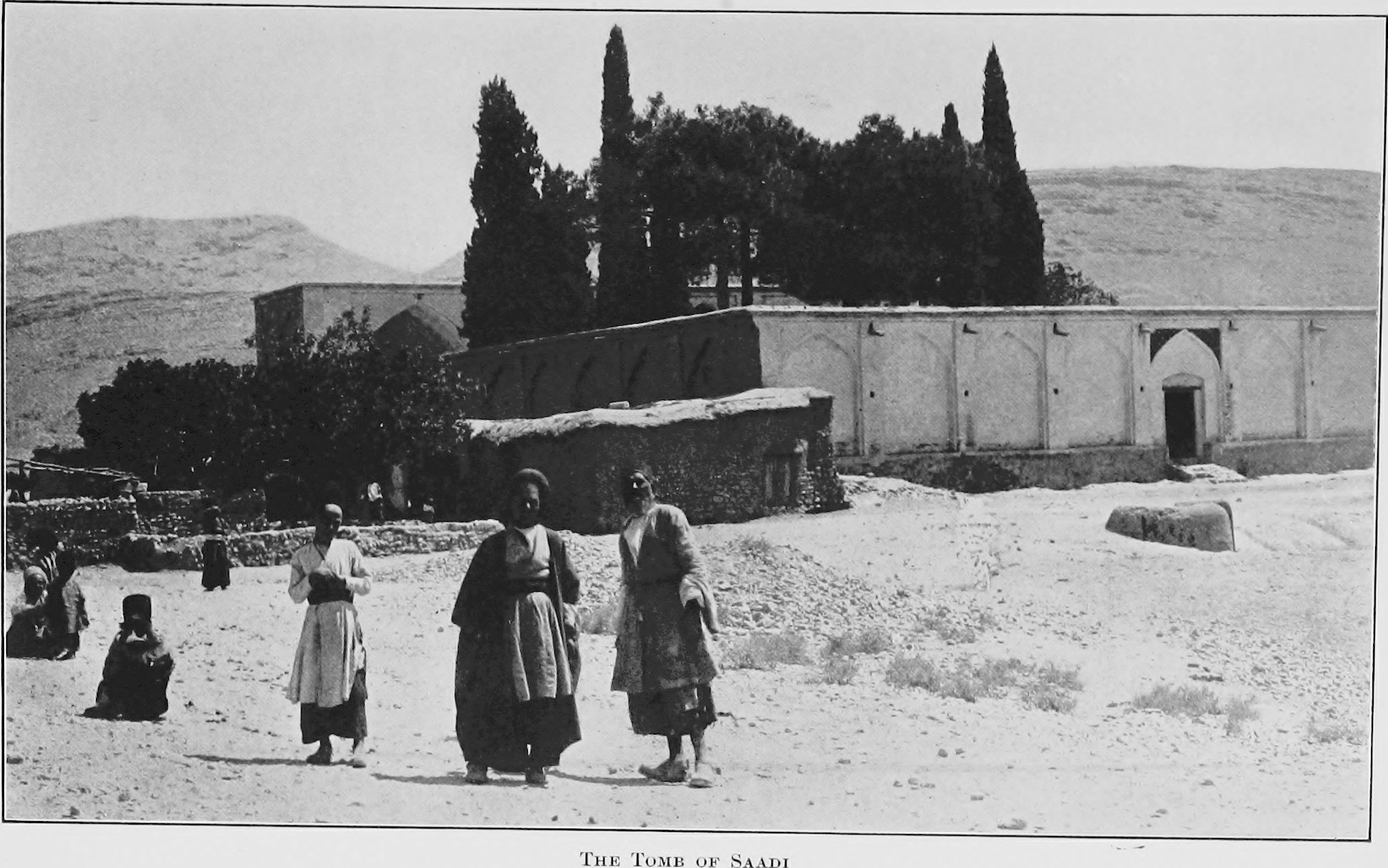
شیراز قدیم
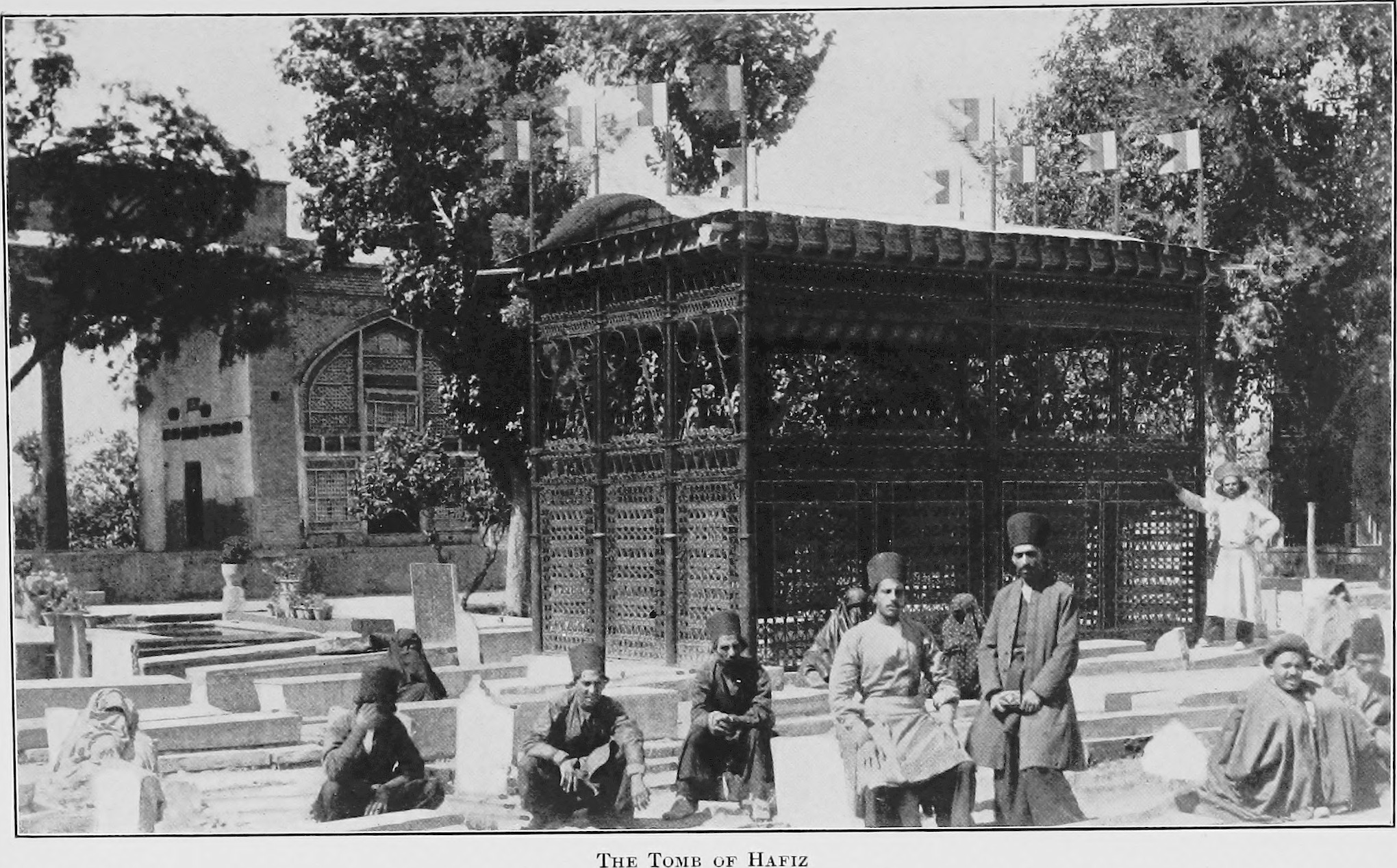
آرامگاه حافظ سال ۱۹۰۶.
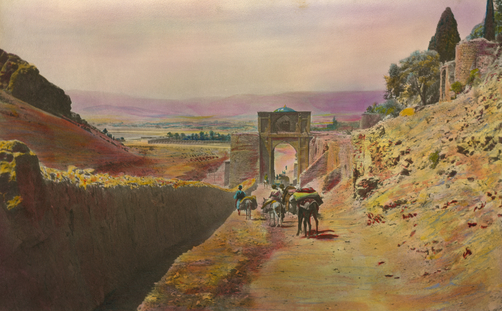
نمایی از دورازه قرآن و تنگه الله‌اکبر - دهه ۱۹۲۰ میلادی
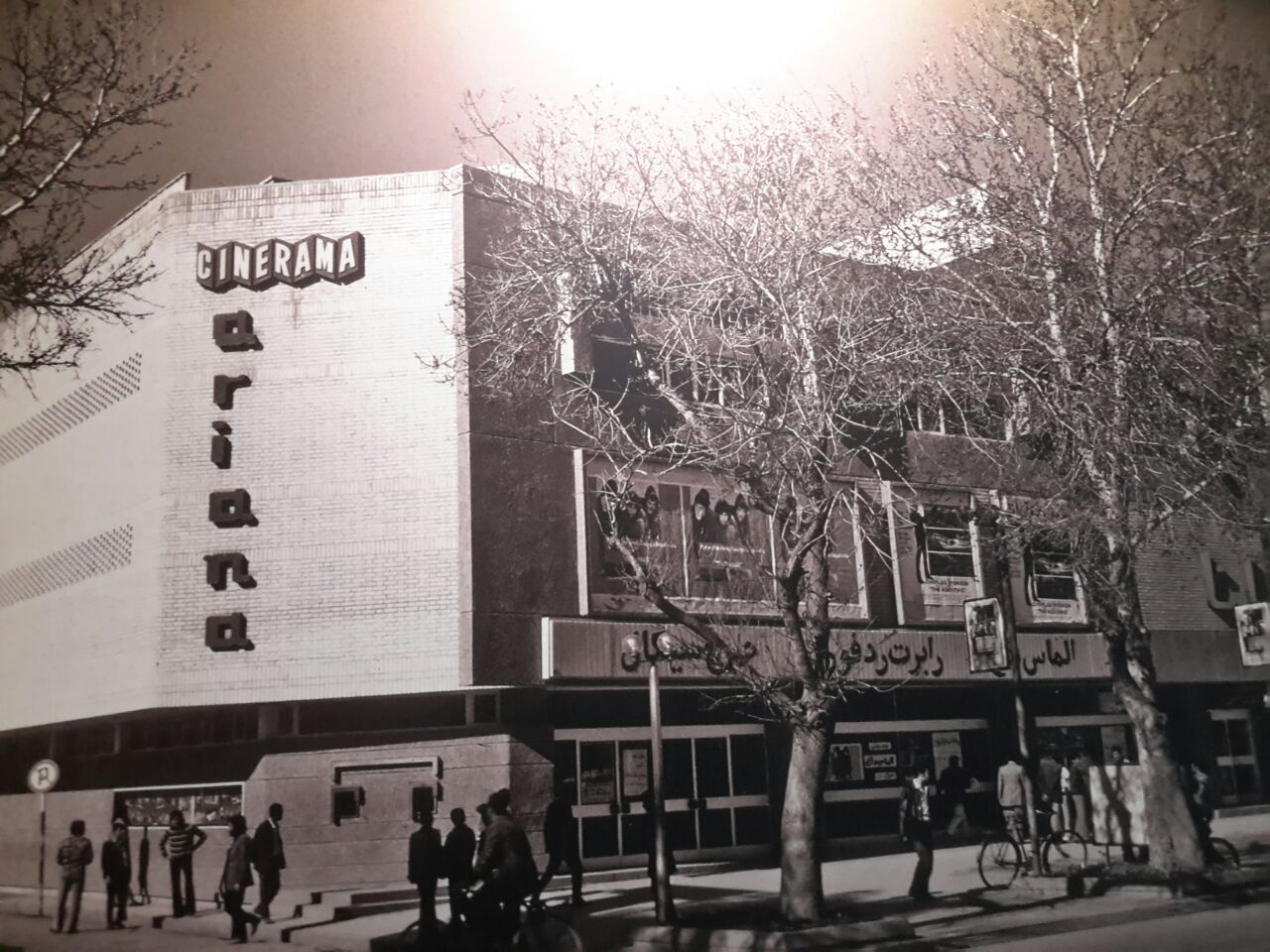
سینما آریانا، از قدیمی‌ترین سینماهای مدرن ایران که به آتش کشیده شد.
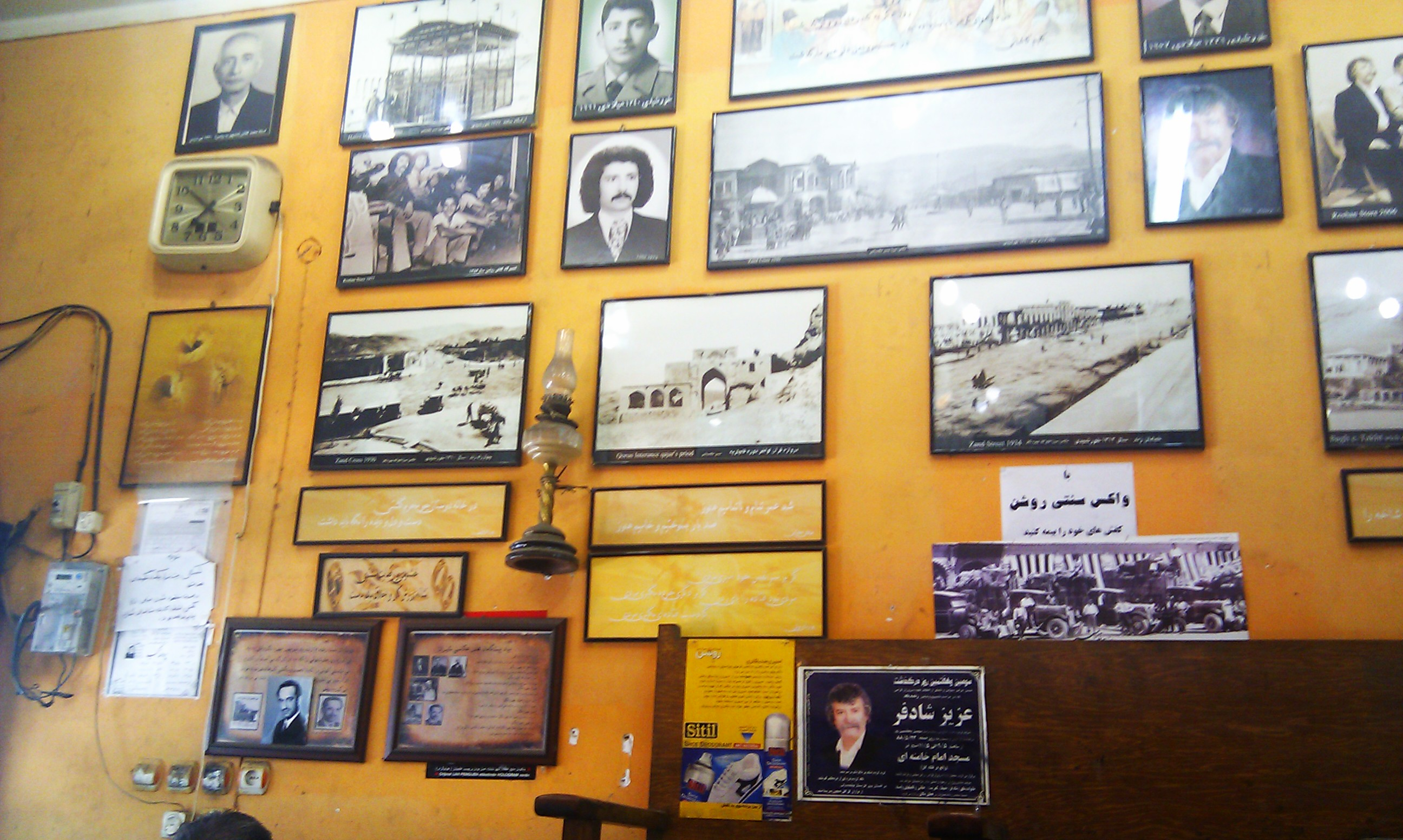
کفش روشن از کفاشی‌های قدیمی شیراز

## کتابشناسی - فهرست کتب
- William Francklin (1790). Observations Made on a Tour from Bengal to Persia in the Years 1786-7. London. (includes information about "Shirauz")
- Josiah Conder (1830), "Shiraz", Persia and China, Modern Traveller, London: James Duncan, OCLC 8888382
- Edward Balfour (1885), "Shiraz", Cyclopaedia of India (3rd ed.), London: B. Quaritch
- Charles Wilson, ed. (1895), "Shiraz", Handbook for Travellers in Asia Minor, Transcaucasia, Persia, etc., London: J. Murray, OCLC 8979039
- A.V. Williams Jackson (1906), "Shiraz", Persia Past and Present: a Book of Travel and Research, New York: Macmillan
- "Shiraz", ویرایش یازدهم دانشنامه بریتانیکا (11th ed.), New York, 1910, OCLC 14782424 – via بایگانی اینترنت
- Arthur J. Arberry. Shiraz, Persian City of Saints and Poets, Norman, Okla. , 1960
- John Innes Clarke (1963), The Iranian City of Shiraz, Department of Geography Research Paper Series, دانشگاه دورام, OCLC 609645
- Noelle Watson, ed. (1996), "Shiraz", International Dictionary of Historic Places, Fitzroy Dearborn, ISBN 978-1-884964-03-9
- آن لمبتون (1997). "S̲h̲īrāz". دانشنامه اسلام (2nd ed.). Brill.
- جان لیمبرت (2004). Shiraz in the Age of Hafez: The Glory of a Medieval Persian City. University of Washington Press. ISBN 978-0-295-80288-6.
- علیرضا شاپور شهبازی (2004), "Shiraz: History to 1940", دانشنامه ایرانیکا
- کلیفورد ادموند باسورث, ed. (2007). "Shiraz". Historic Cities of the Islamic World. Leiden: Koninklijke Brill. pp. 476+.
- Mahvash Alemi (2008). "Shiraz: the City of Gardens and Poets".  In Salma K. Jayyusi;  et al. (eds.). The City in the Islamic World. Leiden: Koninklijke Brill. pp. 525–554. ISBN 9789004162402.
- "Shiraz". Grove Encyclopedia of Islamic Art & Architecture. Oxford University Press. 2009.
- Setrag Manoukian (2012). City of Knowledge in Twentieth Century Iran: Shiraz, History and Poetry. Routledge. ISBN 978-1-136-62717-0.